# Санкт-Петербург-Сортировочный-Московский
Санкт-Петербург-Сортировочный-Московский — сортировочная железнодорожная станция Санкт-Петербургского региона Октябрьской железной дороги, расположенная в городе Санкт-Петербурге.
Станция является первой построенной железнодорожной сортировочной станцией в России, также на станции, впервые в СССР, в 1964 году введена система автоматического регулирования скорости скатывания отцепов (АРС).

## История

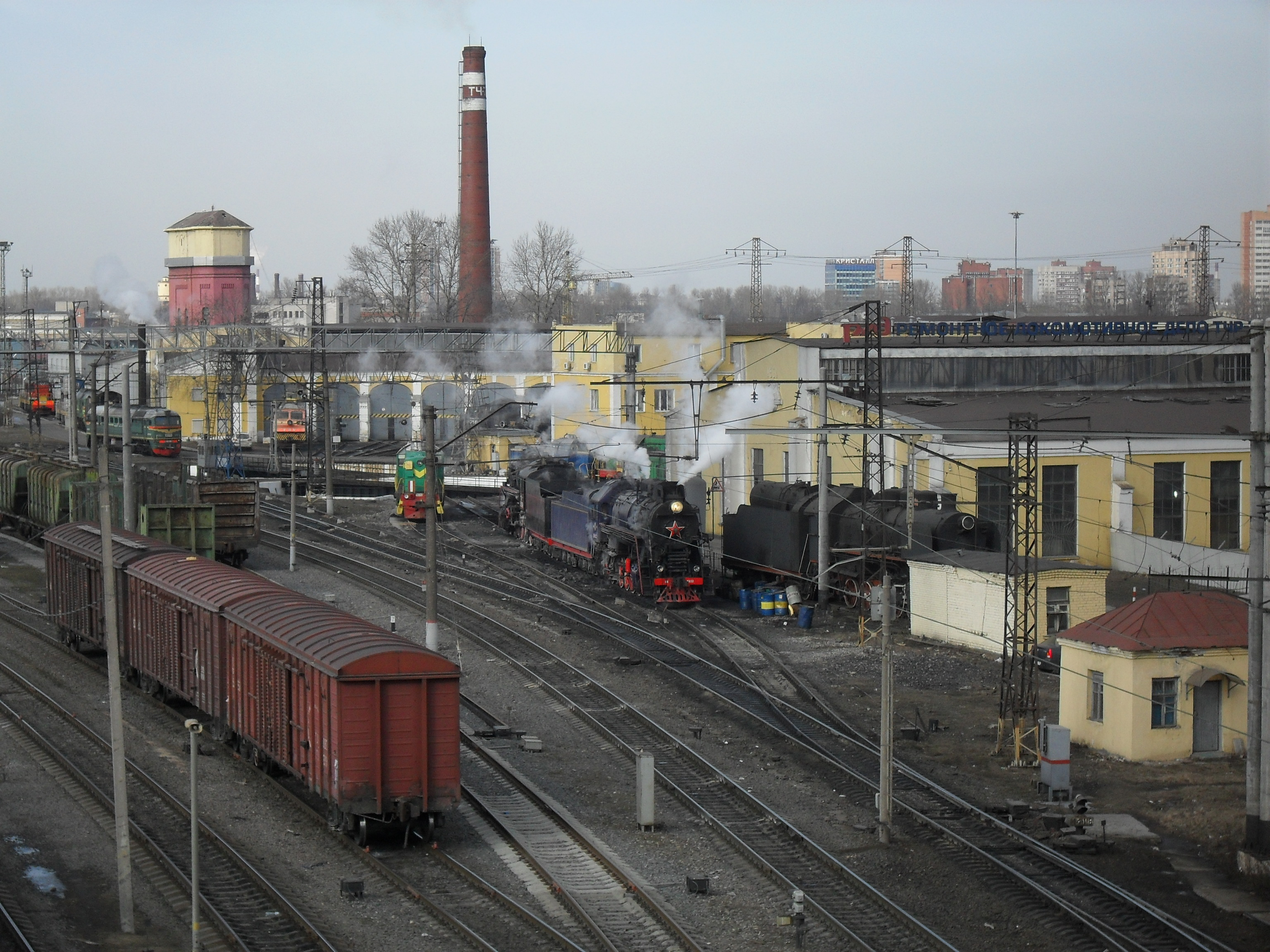
Локомотивное депо станции

Станция начала формироваться в 1877 году как «особый парк для сортировки товарных вагонов и составления товарных поездов», до этого данные работы стихийно велись на основанной в 1847 г. станции Санкт-Петербург-Товарный у Американских мостов. Приказом от 7 ноября 1879 года зафиксировано открытие 48 сортировочных путей и официальное начало работы первой в России сортировочной станции. Сооружение станции обошлось в 790 тыс. рублей. Станция являлась двухсторонней и была разделена главными пассажирскими путями. В дальнейшем число путей было увеличено до 53: 34 на одной стороне станции и 19 путей на другой. Общая длина путей составляла 51 км, имелось 146 стрелочных переводов. Сортировка осуществлялась с помощью наклонных вытяжных путей уклоном в 10 ‰. В 1907 году они были заменены сортировочными горками и в том же году на станции было построено паровозное депо. В 1963 году станция была электрифицирована, а пути удлинены до 850 метров, в 2000—2003 годах для возможности приёма-отправки тяжеловесных поездов пути были ещё удлинены за счёт присоединения станции Обухово. В 2010 году станция оснащена КСАУ-СП.
Пассажирская платформа «Сортировочная» начала работу в 1908 году у пересечения железнодорожных путей с Куракиной дорогой, она же Южное шоссе.

## Современная станция

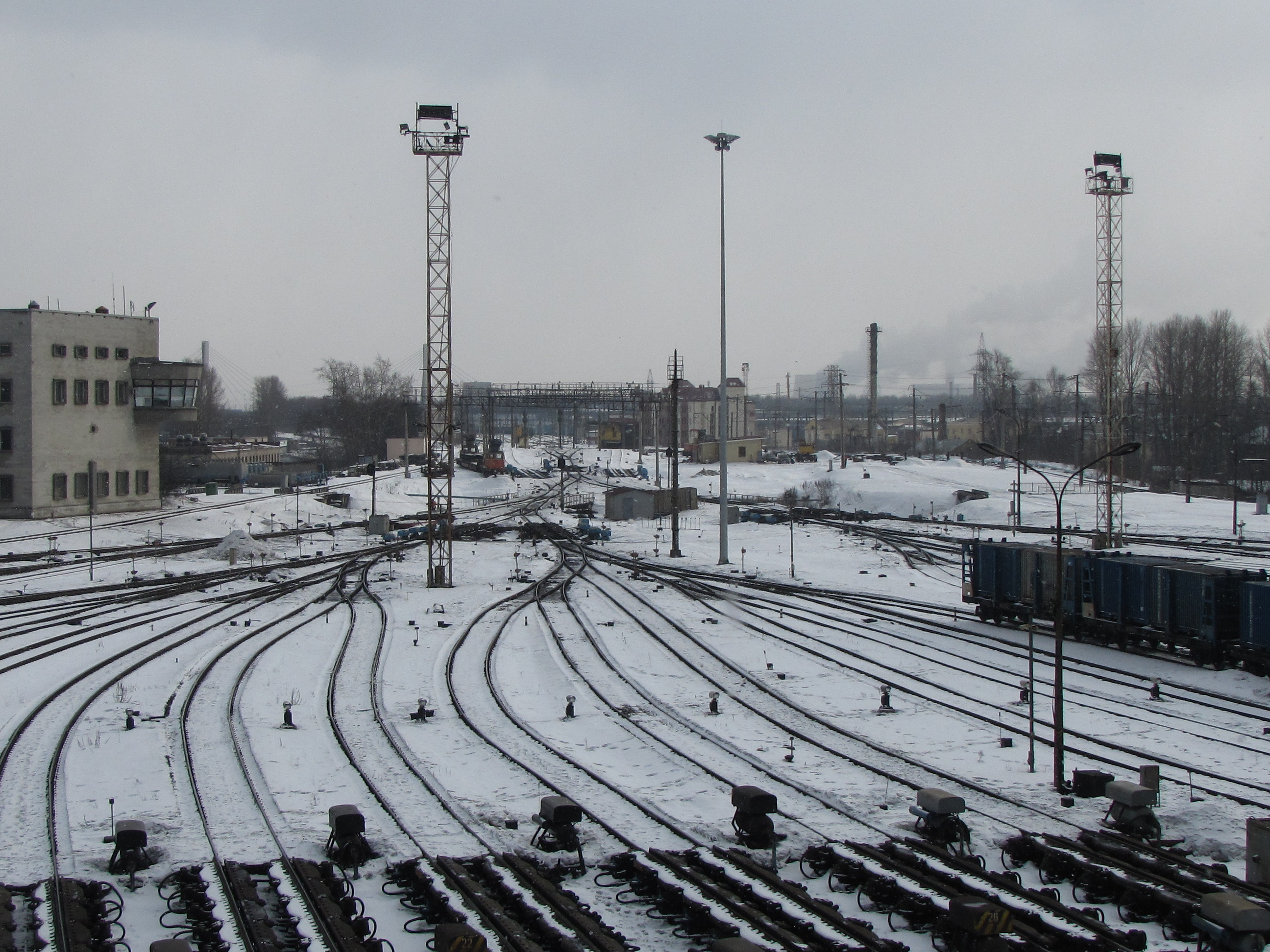
Сортировочная горка и замедлители у Ивановского карьера

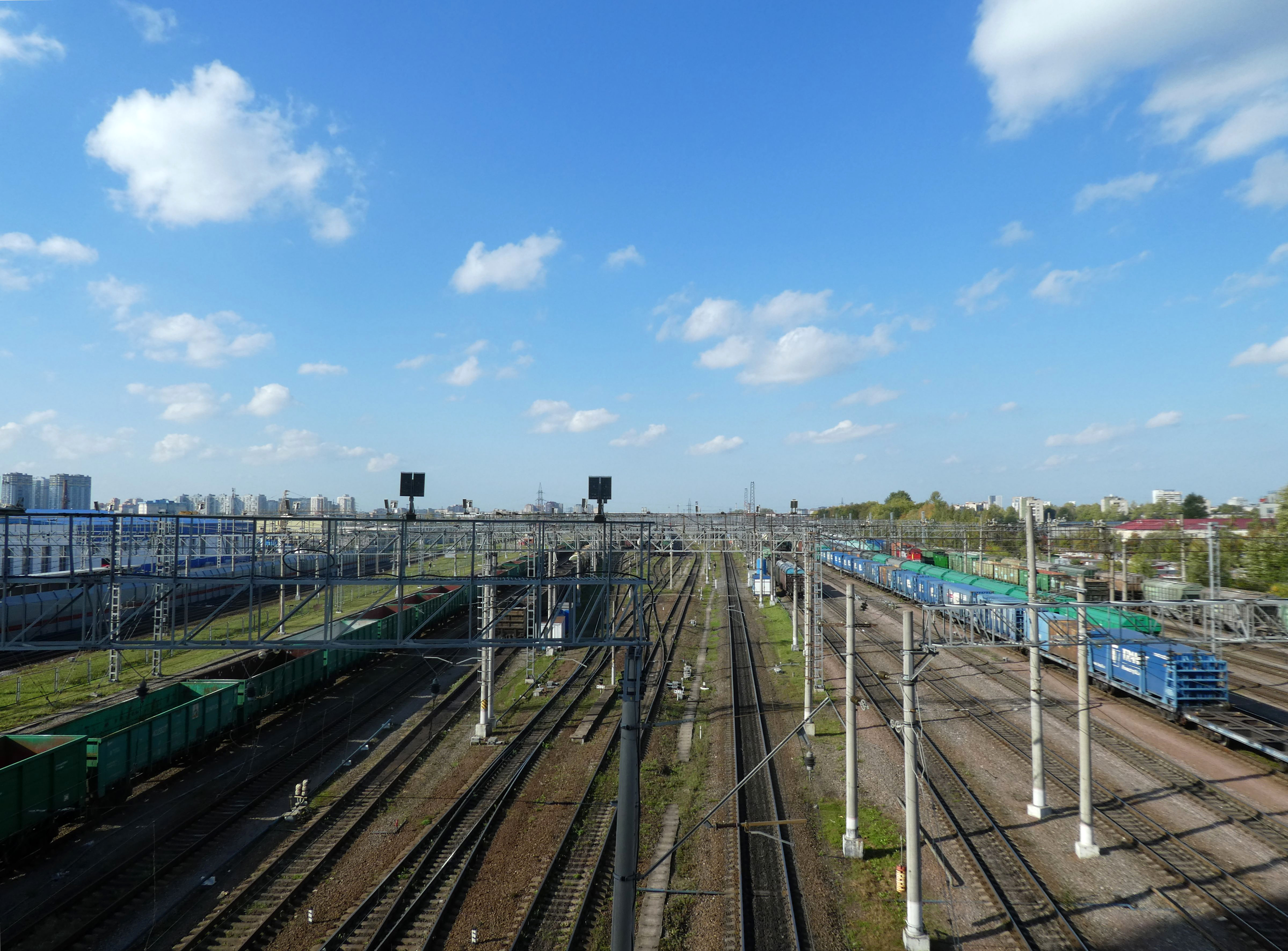
Вид с путепровода Александровской Фермы

Сегодня станция является старейшей в своём в роде в России, одной из крупнейших в стране и крупнейшей на ОЖД (далее следуют Шушары).
Современная станция занимает очень большую территорию в юго-восточной части Санкт-Петербурга, протянувшись от центральной части города за пределы КАД (8 километров в длину и 3 в ширину). По границам станции проводят границу Фрунзенского и Невского районов города.
На территории станции находятся остановочные пункты пригородных поездов Фарфоровская, Сортировочная и Обухово, локомотивное и вагонное депо Санкт-Петербург-Сортировочный-Московский, внутри парка станции находится Сортировочная-Московская улица. Станцию пересекают 3 путепровода: Цимбалинский, Невский, Александровской Фермы.
С севера станцию ограничивает железнодорожный узел «северной соединительной портовой ветви», пути которого идут к западу на станцию Волковская (начало Путиловской ветви), к востоку — на станцию Глухоозерская (и далее на Финляндский железнодорожный мост и Ладожский вокзал). Далее в северном направлении магистральные пути ОЖД переходят в станцию Санкт-Петербург-Товарный-Московский, после которой следует конечная Санкт-Петербург-Главный. С юга станция оканчивается территорией станции Обухово (включена в состав сортировочной станции в 2002 году), где разделяются магистральные Московское и Волховстроевское направления дороги. Следующая станция Московского направления — Славянка, Волховстроевского — Рыбацкое, примыкающая с юга «южная портовая ветвь» проходит от Рыбацкого на грузовую станцию Купчинская.
По состоянию на 2014 год в среднем в сутки на станцию прибывало 126 грузовых составов в расформирование и отправлялось 116 поездов своего формирования, ежесуточный вагонооборот составлял более 13 тысяч вагонов.